# آرامگاه چهل دختران (بیدگل)
بقعه چهل دختران بیدگل مربوط به سده‌های میانه دوران‌های تاریخی پس از اسلام است و در شهرستان آران و بیدگل، کوی خانقاه، درب مختص آباد، جنب مسجد نقشینه، در محل حسینیه محله واقع شده و این اثر در تاریخ ۲ مرداد ۱۳۸۷ با شمارهٔ ثبت ۲۳۰۱۵ به‌عنوان یکی از آثار ملی ایران به ثبت رسیده است.